# Saint-Jean-sur-Moivre
Saint-Jean-sur-Moivre is een gemeente in het Franse departement Marne (regio Grand Est) en telt 175 inwoners (2005). De plaats maakt deel uit van het arrondissement Châlons-en-Champagne.

## Geografie
De oppervlakte van Saint-Jean-sur-Moivre bedraagt 14,9 km², de bevolkingsdichtheid is 11,7 inwoners per km².
De onderstaande kaart toont de ligging van Saint-Jean-sur-Moivre met de belangrijkste infrastructuur en aangrenzende gemeenten.

## Demografie
Onderstaande figuur toont het verloop van het inwonertal (bron: INSEE-tellingen).